# Hans Wilhelmsson
Karl Hans Björner Wilhelmsson, född 4 oktober 1929 i Göteborg, död 21 mars 2011 i Le Bouscat, Frankrike
,  var en svensk professor i elektromagnetisk fältteori vid Chalmers tekniska högskola (CTH).
Wilhelmsson avlade 1952 civilingenjörsexamen vid CTH och blev 1958 teknologie doktor vid samma lärosäte på avhandlingen The Scattering of Electromagnetic Waves by an Electron Beam and a Dielectric Cylinder. Efter att ha tjänstgjort vid Princeton University i USA och Försvarets forskningsanstalt (FOA) blev han laborator vid Uppsala universitet och slutligen professor i elektromagnetisk fältteori vid CTH 1971. Han blev ledamot av Vetenskapsakademien 1974, av Ingenjörsvetenskapsakademien 1978 och av Vetenskaps- och Vitterhetssamhället i Göteborg 1983. Han var även utländsk ledamot av Ukrainska vetenskapsakademien från 1991.